# Heggendoornzaad
Heggendoornzaad (Torilis japonica) is een eenjarige plant uit de schermbloemenfamilie (Apiaceae). Het aantal chromosomen is 2n = 16.

## Determinatie
De plant wordt 60-90 cm hoog en heeft een ruwe stengel door de aanliggende, naar achteren gerichte borstelharen. De donkergroene, glanzende bladeren zijn dubbel-tot driedubbelgeveerd. Ze zijn driehoekig-eirond, tot 20 cm lang en 17 cm breed. De 2-6 cm lange en 1-2,5 cm brede blaadjes zijn ei-lancetvormig.

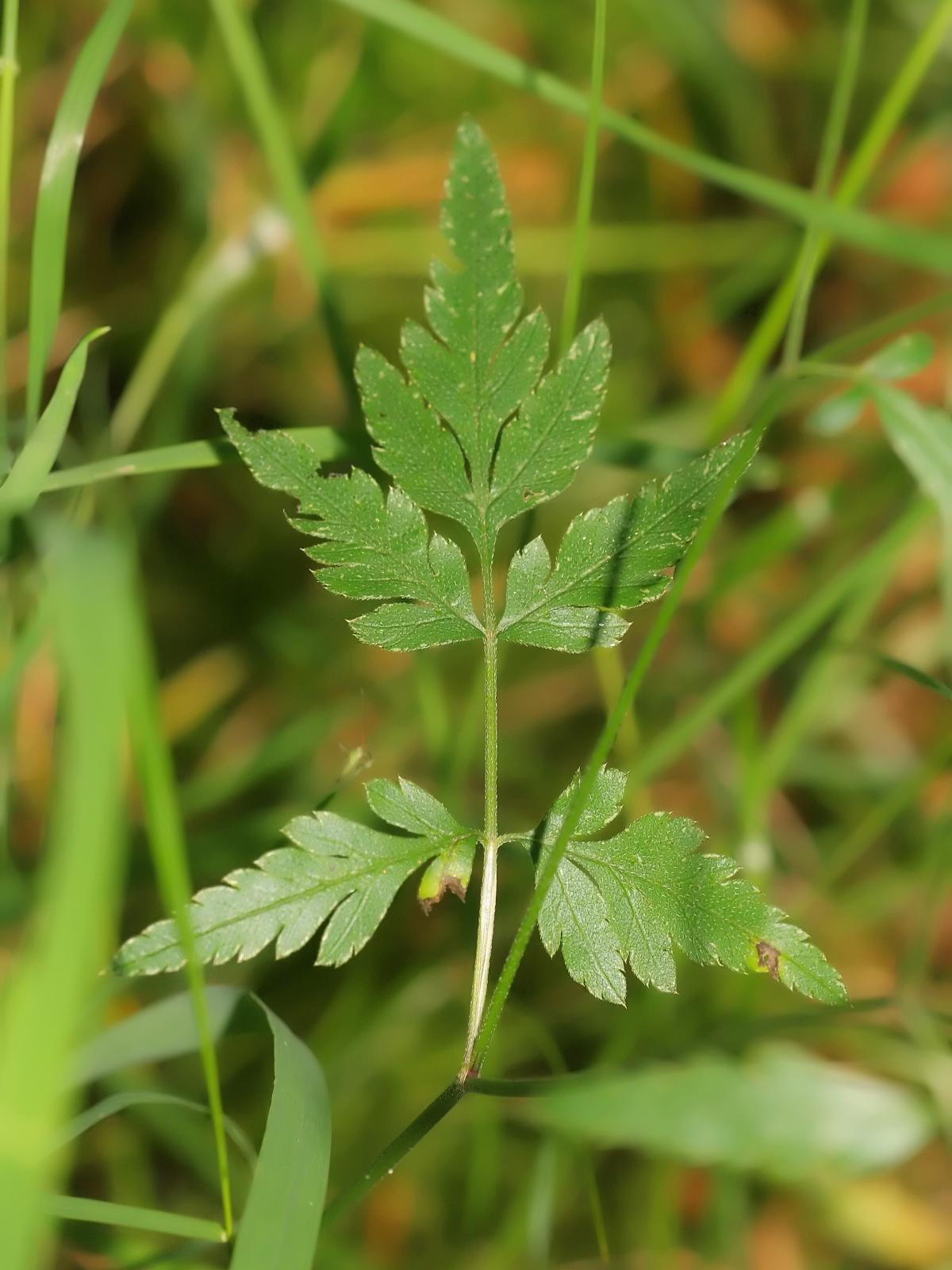
Blad

Heggendoornzaad bloeit van juni tot augustus met witte bloemen, die in samengestelde schermen zitten met vier tot twaalf kleinere schermpjes. De bloempjes hebben vijf kroonbladen. Het omwindsel bestaat uit slechts enkele vier- tot twaalfnervige, lijnvormige, 1-3 cm lange schutbladen en het omwindseltje uit vijf tot acht lijnvormige, 1,5-7 mm lange en 0,5-1,5 mm brede schutblaadjes.
De rond-eivormige, zwartpurperen splitvrucht is een 1,5-5 mm lange en 1-2,5 mm brede splitvrucht. Aan de punt van de twee deelvruchtjes zitten gebogen stekels zonder weerhaakjes, waarmee de vrucht zich vasthecht aan de vacht van dieren of veren van vogels.

## Ecologie
De plant komt voor langs heggen, bosranden en op kapvlakten op kalkrijke grond.

### Syntaxonomie
In de syntaxonomie staat heggendoornzaad te boek als kensoort voor de heggendoornzaad-associatie.

## Verspreiding
Heggendoornzaad komt van nature voor in Eurazië en is van daaruit verspreid naar andere delen van de wereld.

## Toepassing
Uit de vruchten van deze plant kan de stof toriline geëxtraheerd worden. Die blijkt een sterke inhibitor van 5-alfa-reductase, het enzym dat de omzetting van het mannelijk hormoon testosteron naar dihydrotestosteron bevordert.